# Csikvánd
Csikvánd là một thị trấn thuộc hạt Győr-Moson-Sopron, Hungary. Thị trấn này có diện tích 14,53 km², dân số năm 2010 là 481 người, mật độ 33 người/km².